# Iran Fajr International 2009
Die Iran Fajr International 2009 im Badminton fanden in Teheran vom 5. bis zum 8. Februar 2009 statt. Das Preisgeld betrug 5.000 US-Dollar.

## Finalergebnisse
| Disziplin    | Sieger                                        | Finalist                             | Ergebnis          |
| ------------ | --------------------------------------------- | ------------------------------------ | ----------------- |
| Herreneinzel | Mohammadreza Kheradmandi                      | Ali Shahhosseini                     | 18-21 21-18 21-16 |
| Dameneinzel  | Variella Aprilsasi Putri Lejarsari            | Sannatasah Saniru                    | 17-21 21-18 21-17 |
| Herrendoppel | Mohammadreza Kheradmandi Ali Shahhosseini     | Ali Kaya Yoga Ukikasah               | 23-25 23-21 21-16 |
| Damendoppel  | Variella Aprilsasi Putri Lejarsari Ezgi Epice | Sannatasah Saniru Vivian Hoo Kah Mun | 9-21 21-11 21-9   |